# Mark Romanek
Mark Romanek, född 18 september 1959 i Chicago, Illinois, är en amerikansk filmregissör som är främst känd för att ha regisserat musikvideor, för bland andra David Bowie, Madonna, Michael Jackson, U2, Beyoncé, Jay-Z och Taylor Swift, men han har också regisserat långfilmer som Never Let Me Go (2010).

## Filmografi (i urval)

### Långfilmer
- 1985 – Static
- 2002 – One Hour Photo
- 2010 – Never Let Me Go